# Qarabutaq
Qarabutaq (kasachisch Қарабұтақ; russisch Карабутак Karabutak) ist ein Ort im Audan Äiteke bi im Gebiet Aqtöbe im nordwestlichen Kasachstan.
Der Ort liegt 125 km östlich von Chromtau und 210 km östlich von Aqtöbe.
Die Grenze zu Russland verläuft 70 km entfernt nördlich.
Im östlichen Bereich fließt der Irgis (russisch Иргиз), ein rechter Nebenfluss des Turgai.
Der Ort liegt am Beginn der A22, der Ost-West-Route von Qarabutaq nach Qostanai. Die A22 verbindet die M32 bei Qarabutaq mit der M36 bei Qostanai und ist die einzige Straße zwischen dem westlichen und dem nördlichen Kasachstan.